# Добейся успеха: Борись до конца!
«Добейся успеха: Борись до конца!» (англ. Bring It On: Fight To The Finish) — фильм режиссёра Билли Вудруффа о чирлидинге, пятая часть киносериала «Добейся Успеха».

## Сюжет
Лина Круз — жёсткая остроумная чирлидерша латинского происхождения переходит в новую школу Восточного Лос-Анджелеса Malibu Vista после того, как её мать-вдова выходит замуж за богатого мужчину.
Мало того, что у Лины не так много друзей в новой школе, она умудряется поссориться с Эйвери — звездой школьной команды поддержки «Ягуары», основанной ею самой после того, как Эйвери не сделали капитаном команды «Морские львы».
После ссоры со своей сводной сестрой Скай, Лина вынуждена примкнуть к «Морским львам», и члены команды выбирают её капитаном. Две команды враждуют между собой, так как обе хотят попасть в лигу «Все звёзды».

## В ролях
- Кристина Милиан — Каталина Круз
- Рейчел Брук Смит — Эйвери Уитборн
- Коуди Лонго — Эван Уитборн
- Ванесса Борн — Глория
- Габриэлль Дэннис — Трейвонетта Браун
- Лора Церон — Изабель Круз
- Дэвид Старзик — Генри
- Холланд Роден — Скай
- Никки СуХу — Кристина
- Меган Холдер — Кайла
- Бриттана Карсон — Уитни
- Брендон Гонсалез — Виктор

## Маркетинг
- Американский журнал групп поддержек (англ. American Cheerleader Magazine) опубликовал интервью и фотосессию со звёздами фильма — Кристиной Милиан, Коди Лонго, Ванессой Борн, Рейчел Брук Смит и Габриэлль Дэннис — в августовском номере за 2009 год. Кроме того, актриса Кристина Милиан попала на обложку того выпуска[1].

## Съёмки
Съёмки фильма проходили в окрестностях города Малибу, в штате Калифорния. Большинство сцен на поле было снято в Occidental College, в западном Лос-Анджелесе. Съезд болельщиков снимался в Glendale Community College в городе Глендэйл и California State University Northridge в городе Нортридж — оба колледжа расположены в Калифорнии.

## Саундтрек
1. Christina Milian — «I Gotta Get To You»
2. The Veronicas — «Popular»
3. Prima J — «Corazon (You’re Not Alone)»
4. Fizz & Boog — «Bounce»
5. World’s First — «Get it Girl»
6. Elephant Man — «Whine Up (Johnny Vicious Spanish Mix)»
7. Forever the Sickest Kids — «Whoa Oh! (Me vs. Everyone)»
8. Rouge — «Dale»
9. Carmen Carter — «Mueve La Caderas»
10. Andrew Gross — «Viva La Celebration»

## Домашнее видео
DVD и Blu-ray с фильмом поступили в продажу в Америке 1 сентября 2009 года.